# E3 Harelbeke 1985
De E3 Harelbeke 1985 is de 28e editie van de wielerklassieker  E3 Harelbeke en werd verreden op 30 maart 1985. Phil Anderson kwam na 215 kilometer als winnaar over de streep.

## Uitslag
| Plaats  | Naam              | Ploeg                      | Tijd     |
| ------- | ----------------- | -------------------------- | -------- |
| Winnaar | Phil Anderson     | Panasonic                  | 5u33’12” |
| 2       | Jef Lieckens      | Lotto-Eddy Merckx          | + 15”    |
| 3       | Eddy Planckaert   | Panasonic                  | z.t.     |
| 4       | Etienne De Wilde  | Safir-Van de Ven           | z.t.     |
| 5       | William Tackaert  | Fangio-Ecoturbo-Eylenbosch | z.t.     |
| 6       | Eric Vanderaerden | Panasonic                  | + 35”    |
| 7       | Yvan Lamote       | Hitachi-Splendor-Sunair    | z.t.     |
| 8       | Patrick Versluys  | Hitachi-Splendor-Sunair    | z.t.     |
| 9       | Marc Sergeant     | Lotto-Eddy Merckx          | z.t.     |
| 10      | Sean Kelly        | Skil-SEM-KAS-Miko          | z.t.     |

1958 · 1959 · 1960 · 1961 · 1962 · 1963 · 1964 · 1965 · 1966 · 1967 · 1968 · 1969 · 1970 · 1971 · 1972 · 1973 · 1974 · 1975 · 1976 · 1977 · 1978 · 1979 · 1980 · 1981 · 1982 · 1983 · 1984 · 1985 · 1986 · 1987 · 1988 · 1989 · 1990 · 1991 · 1992 · 1993 · 1994 · 1995 · 1996 · 1997 · 1998 · 1999 · 2000 · 2001 · 2002 · 2003 · 2004 · 2005 · 2006 · 2007 · 2008 · 2009 · 2010 · 2011 · 2012 · 2013 · 2014 · 2015 · 2016 · 2017 · 2018 · 2019 · 2020 · 2021 · 2022 · 2023 · 2024

Lijst van beklimmingen